# Guajiru (Ceará)

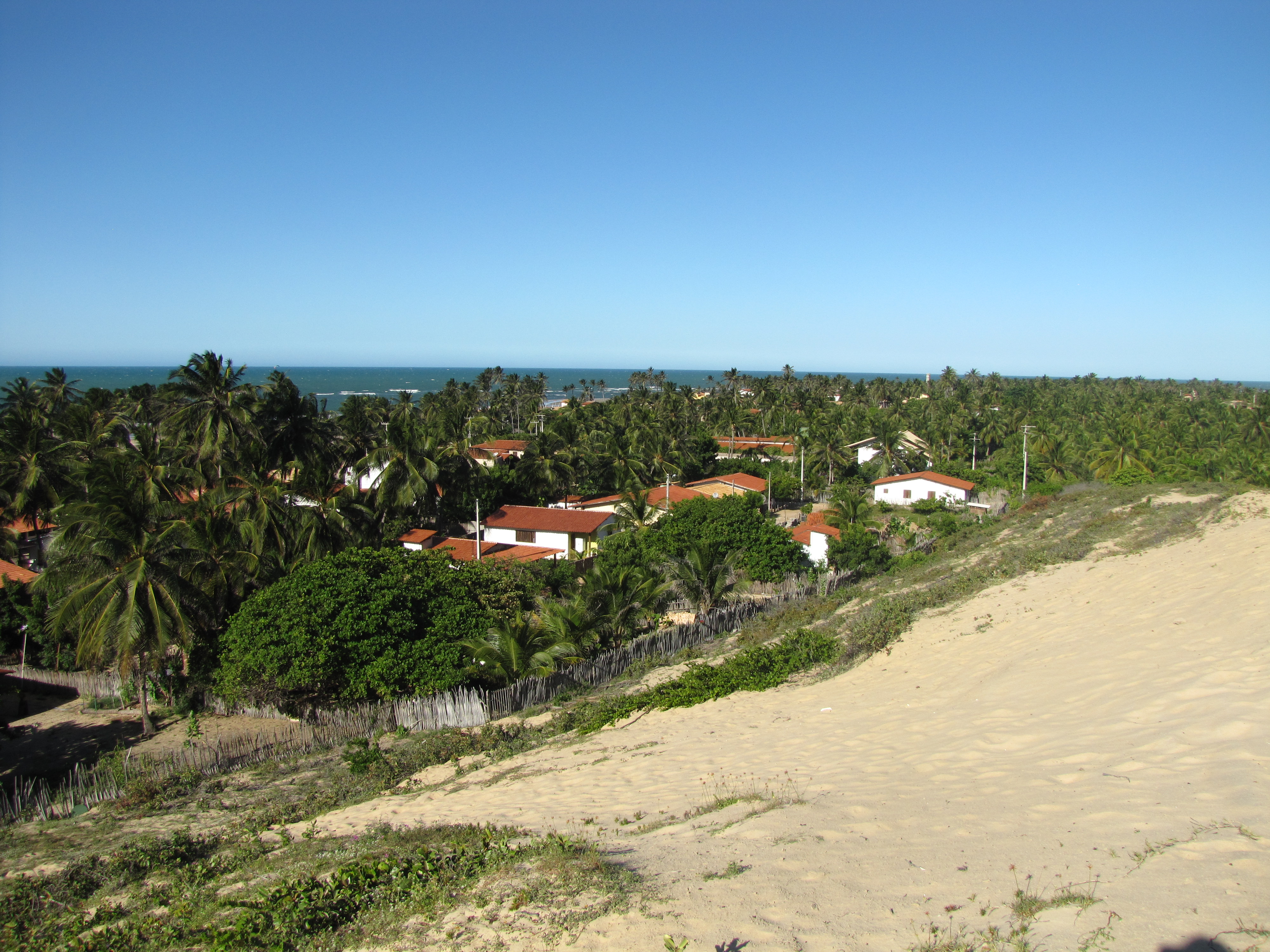
Uitzicht vanaf de Cascudão-heuvel in Guajiru (Trairi, Ceará, Brazilië)

Guajiru is een dorp gelegen in het district Flecheiras, gemeente Trairi in de Braziliaanse deelstaat Ceará, 133 kilometer van Fortaleza.
Het dorp is geliefd onder kitesurfers en wordt gekenmerkt door de vele palmbomen en jangadas op het strand.

## Toponiem
Het toponiem komt van het Tupi guá'yary door de verbastering guajeru, verwijzend naar de ikakopruim, een vrucht met een exotische smaak die voorkomt in de plaatselijke duinen.

## Geschiedenis
Archeologische vindplaatsen in het gebied wijzen op menselijke aanwezigheid sinds minstens 3460 v.Chr.. Voor de bouw van windparken in de jaren 2010 werden meerdere archeologische locaties geïdentificeerd op minder dan 1 km van het huidige Guajiru. Onderzoekers vonden bewijzen van visserij, vuur en prehistorische wapens.
Inheemse volkeren van de Tremembé-etniciteit leefden langs de kust van Ceará en in de prehistorie ook aan de kust van Trairí. Door de aanwezigheid van Nederlanders langs de kust trokken zij zich terug van het strand en vonden een toevlucht in de duinen. Zo ontstond de nederzetting Curimãs, slechts enkele kilometers van Guajiru. De Tremembé bleven het strand van Guajiru, destijds bekend als Flecheirinha, gebruiken voor visserij. Tot op de dag van vandaag hebben veel inwoners van Guajiru familiebanden in Curimãs, en velen bezitten land tussen de duinen en Curimãs. In 2021 werd de eerste weg aangelegd die Curimãs met Guajiru verbindt.

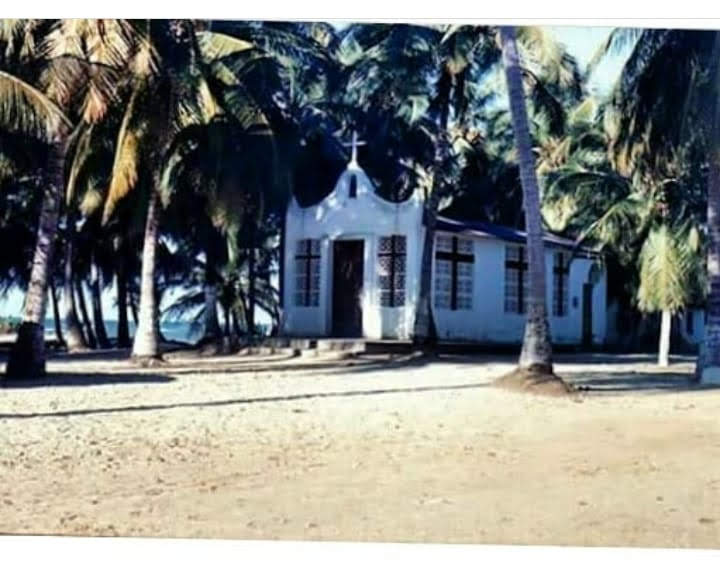
De kapel van Onze Lieve Vrouwe van de Zeelieden in de jaren '80

In de 19e eeuw werd Guajiru definitief bewoond. De aankomst van de familie Dias in 1914 wordt beschouwd als het begin van de ontwikkeling van het moderne Guajiru. De oprichting van de bewonersvereniging AMORGUA in 1988 was een reactie op de groei en verstedelijking van de gemeenschap.
Vandaag de dag beschikt Guajiru over meerdere huizen met elektriciteit, een basisschool en een bewonersvereniging met meer dan vierhonderd leden.

## Kenmerken

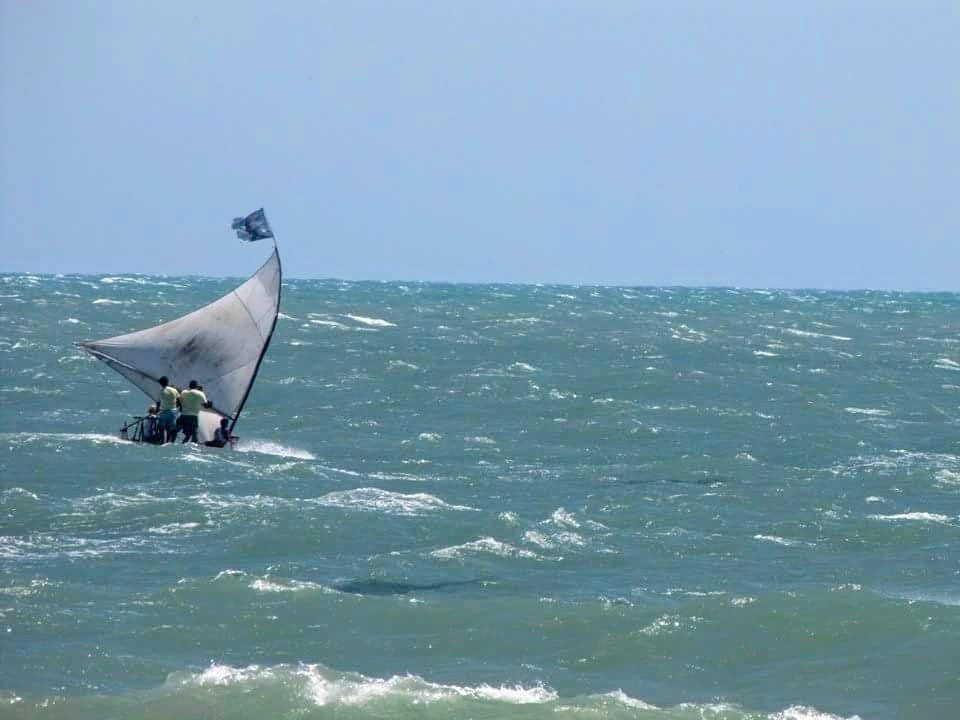
Een jangada tijdens de processie van Onze Lieve Vrouwe van de Zeelieden

Het dorp strekt zich uit langs de Doca Malaquias Boulevard, die parallel aan de zee loopt. In 2009 woonden er rond de 700 mensen in Guajiru, in 2022 was dit gegroeid tot 958 inwoners.  
In 2009 was nog 40% van de bevolking direct afhankelijk van de traditionele visserij, uitgevoerd met de jangada, een zeilvlot waar het strand vol mee ligt.  Tegenwoordig is de toerismesector een belangrijke bron van inkomsten.
Het dorp grenst aan de zuidzijde aan duingebied. Achter dit duingebied is er een vruchtbare strook grond die rijkt tot de Trairi-rivier. Ten weste van het dorp ligt Flecheiras. Ten zuidoosten de monding van de Trairi-rivier.
Er heerst een tropisch klimaat en gedurende een groot deel van het jaar is het dorp onderhevig aan sterke passaatwinden, die bij kitesurfers zeer geliefd zijn vanwege de windgarantie.

### Religie
De meerderheid van de bevolking is katholiek. De patroonheilige van het dorp is Onze Lieve Vrouwe van de Zeelieden. De in de jaren '70 gebouwde kapel aan het Pedro Necoplein is aan haar opgedragen. Op 15 augustus wordt de dag van de patroonheilige gevierd, met 9 dagen noveen en vieringen. Binnenin heeft de kapel een afbeelding van de heilige, geschonken door het dorp Icaraí de Amontada.

## Fotoalbum

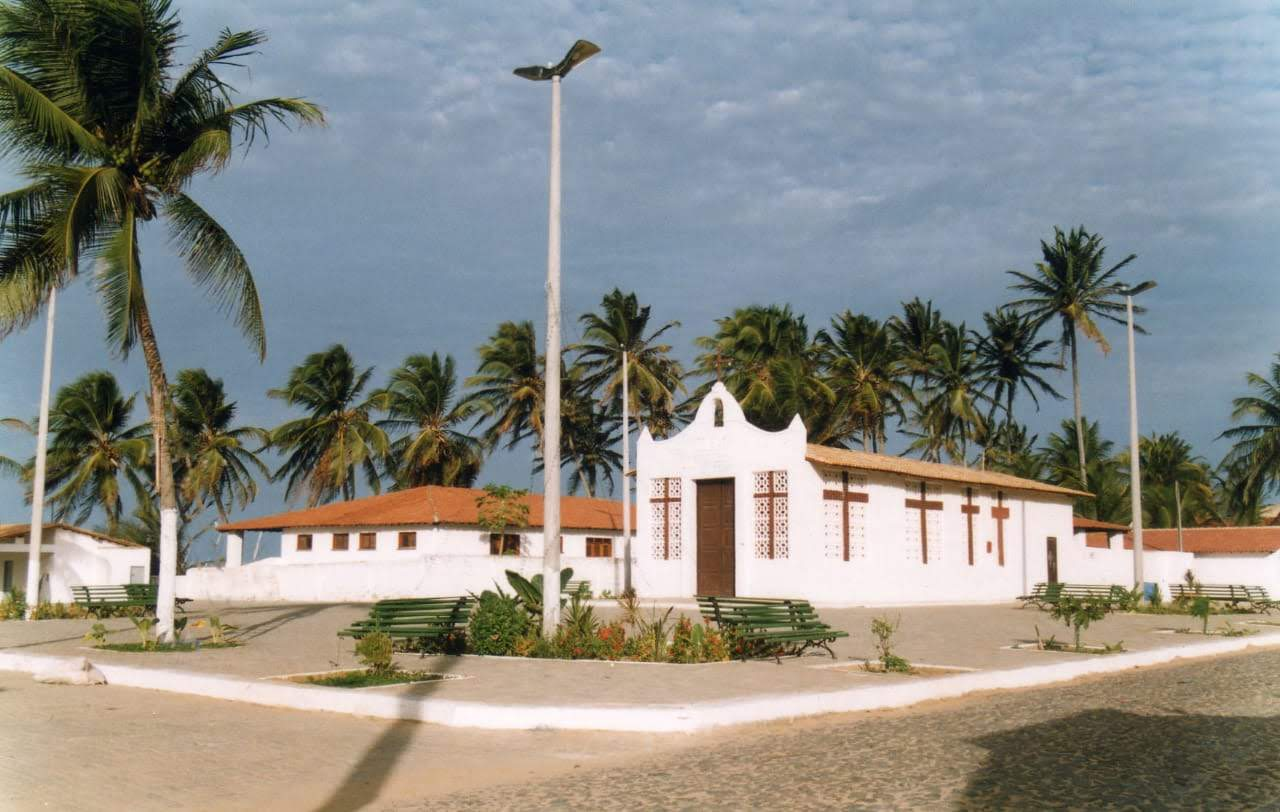
Pedro Necoplein, het hart van de gemeenschap in 2005
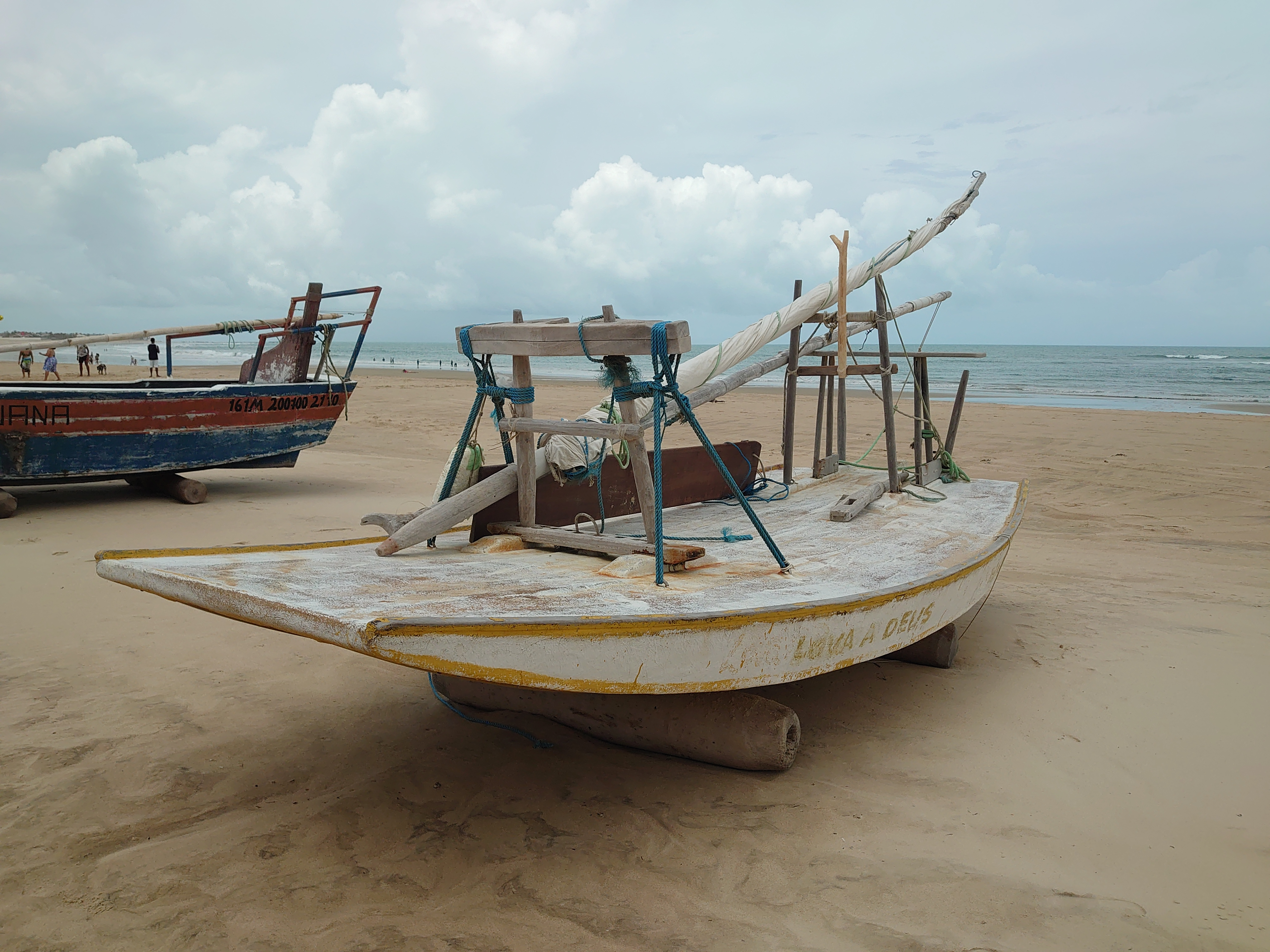
Jangada in Guajiru, gemaakt van glasvezel
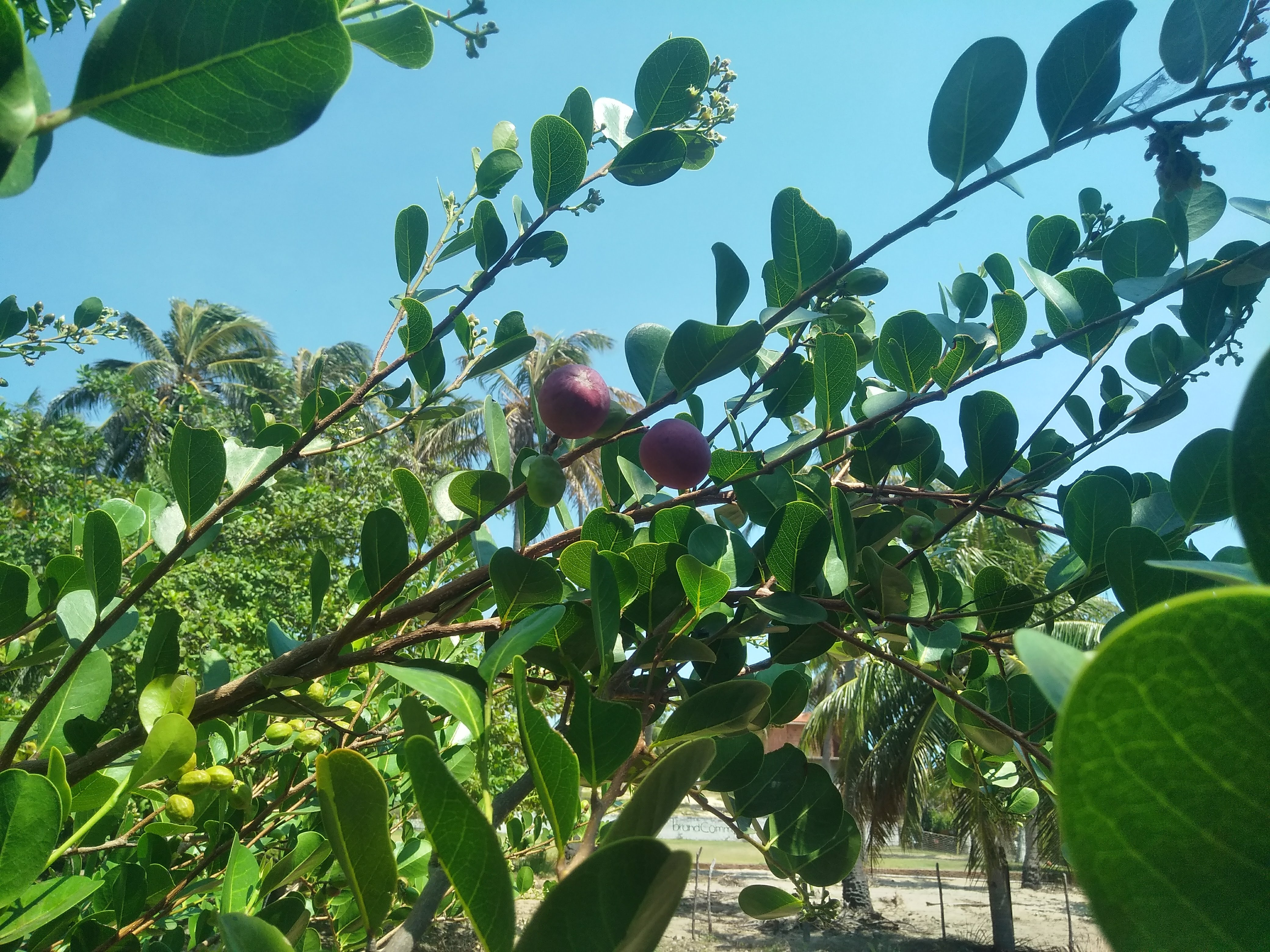
Ikakopruim, waar Guajiru haar naam aan dankt
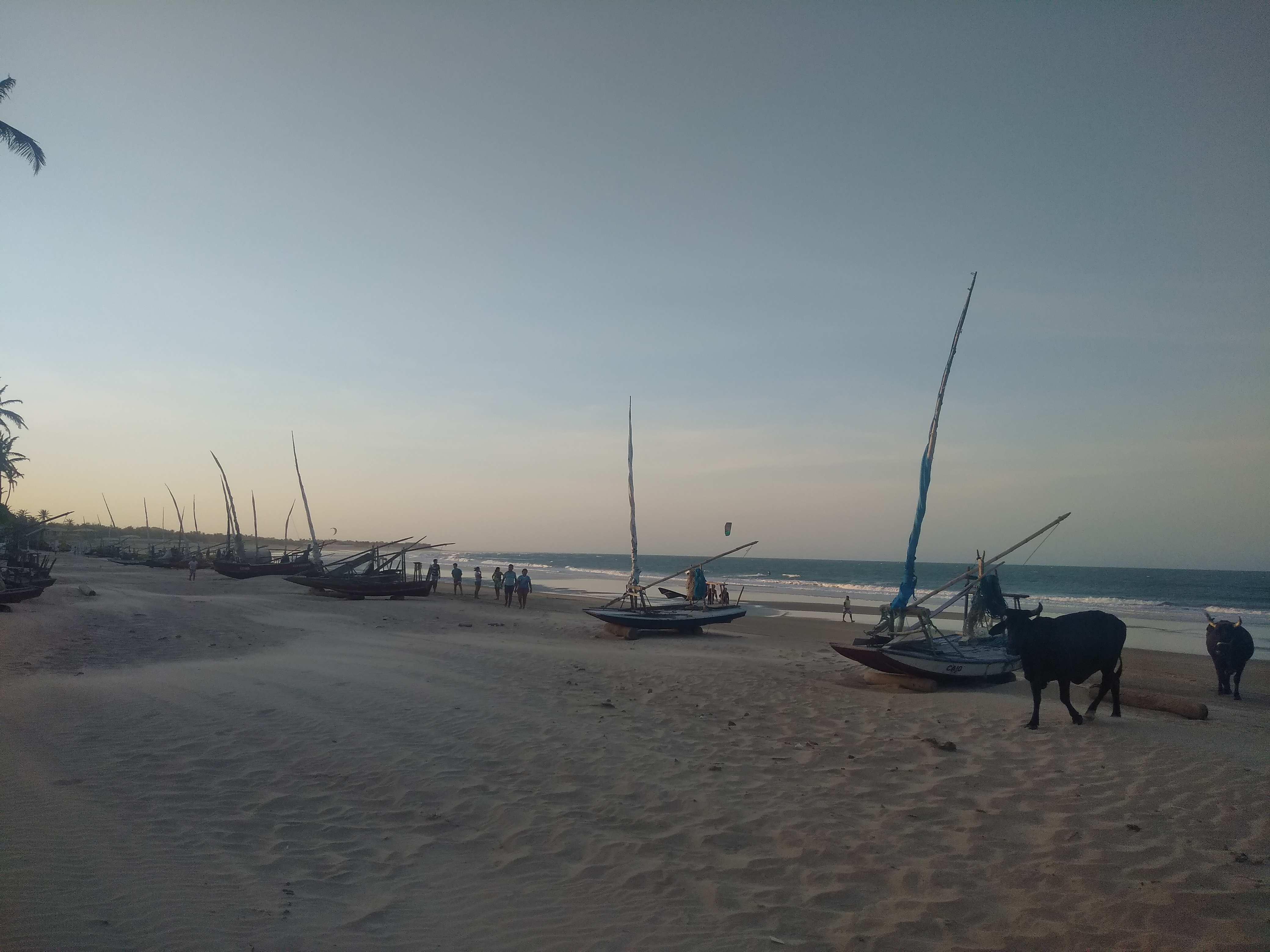
Het strand van Guajiru
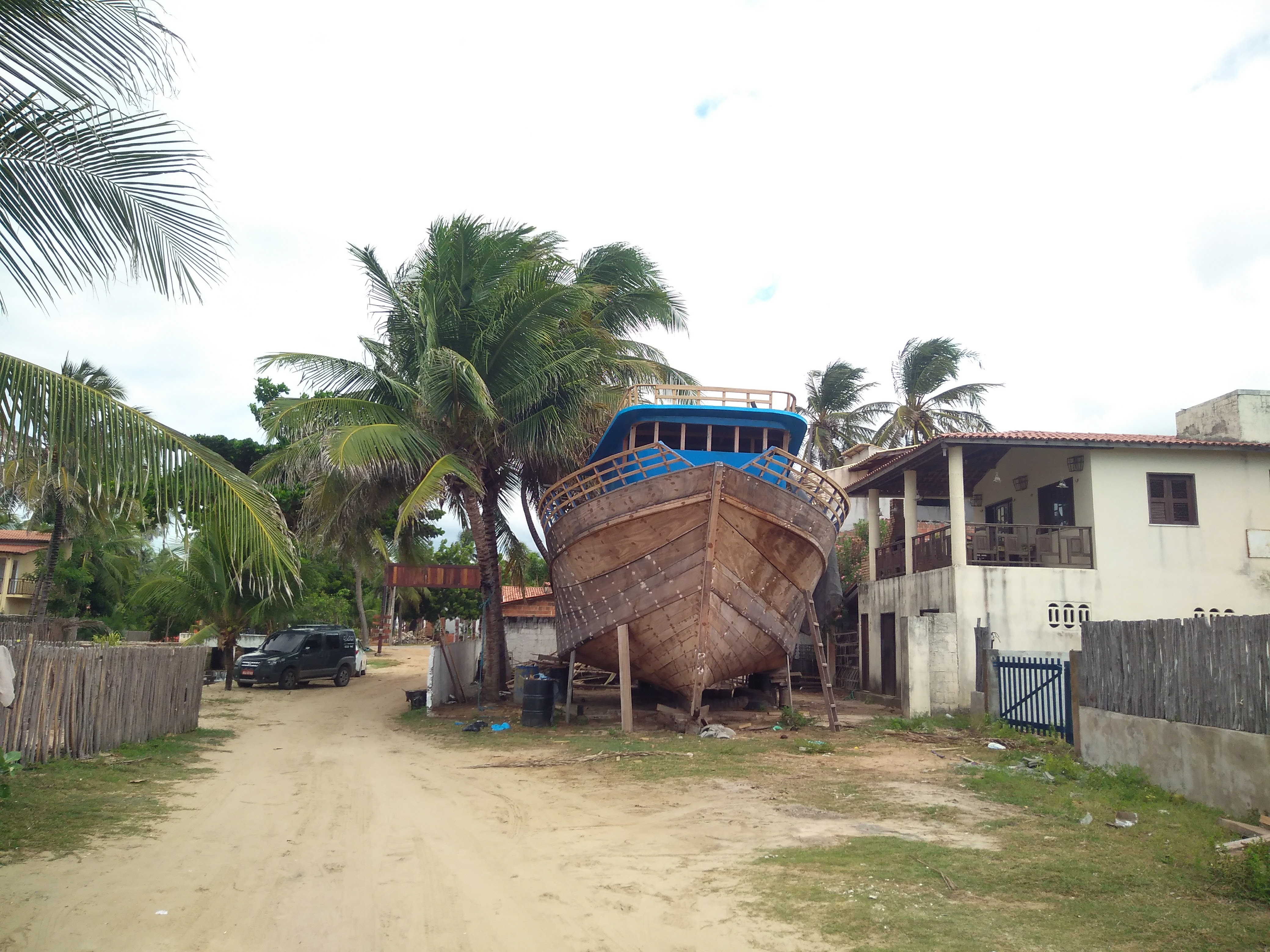
Een visserschip wordt gebouwd in Guajiru.
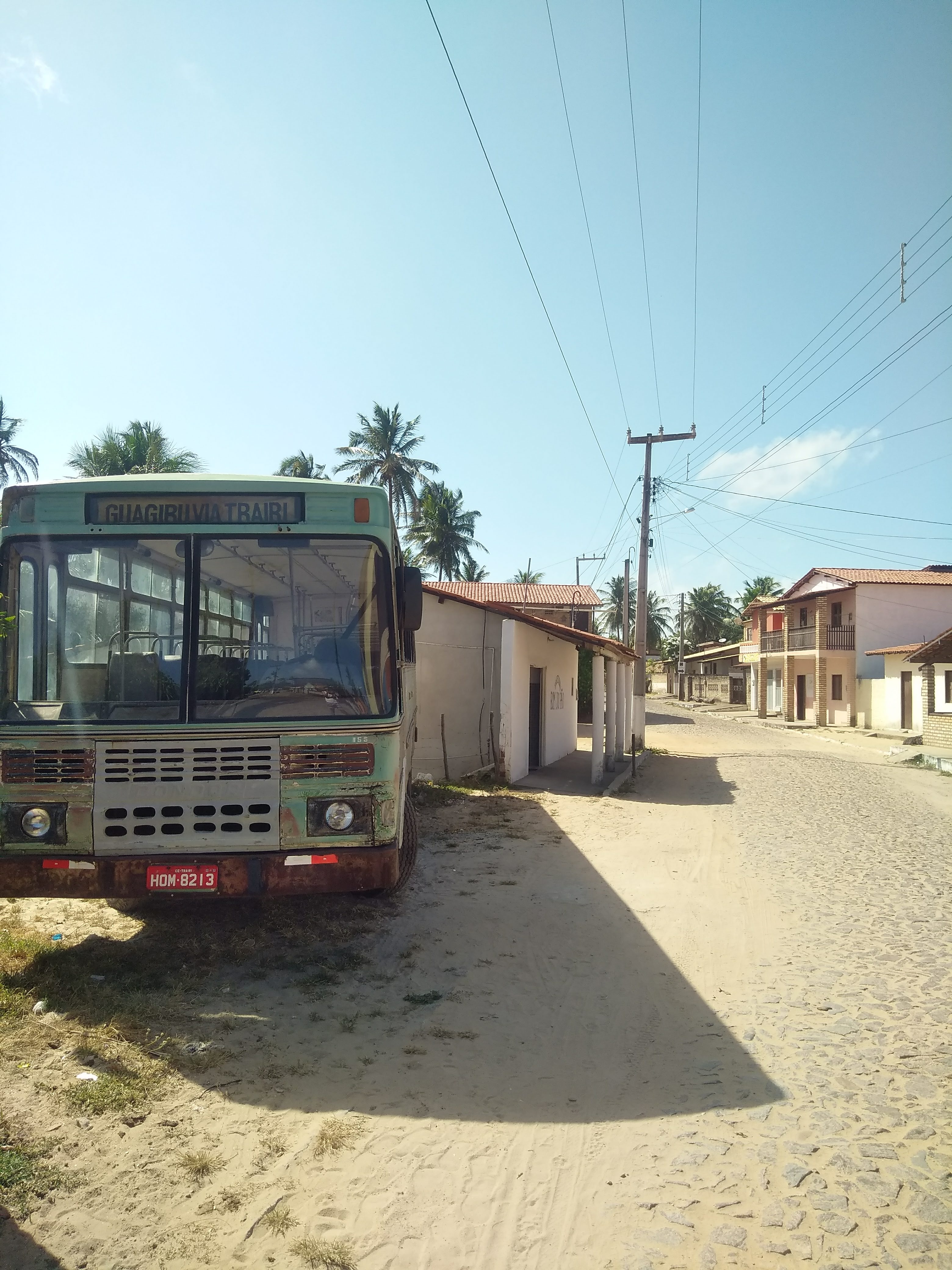
De hoofdstraat met de bus met de bijnaam 'Avocado' (in het portugees: abacate)
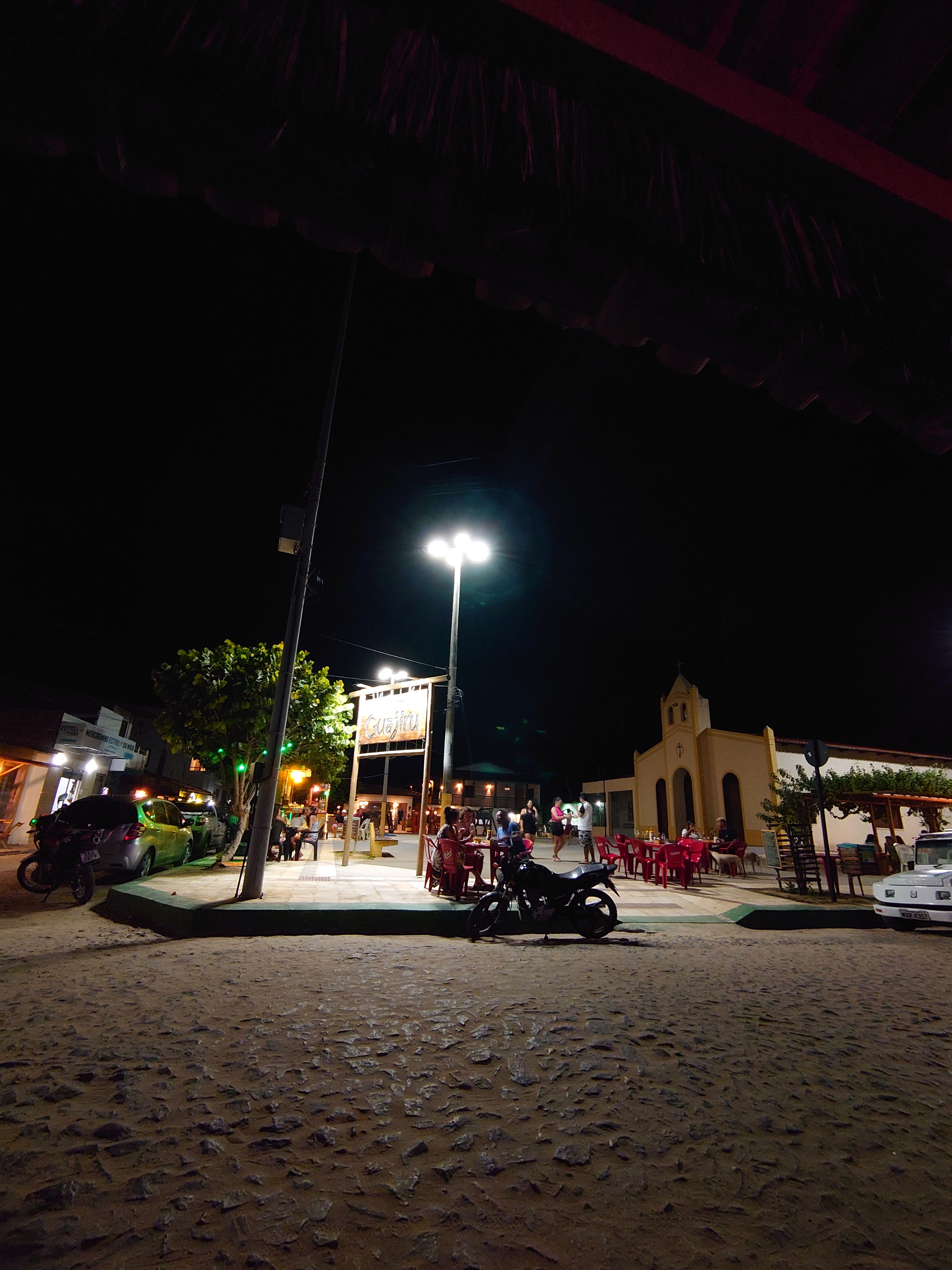
Het plein en de nieuwe kapel in 2024
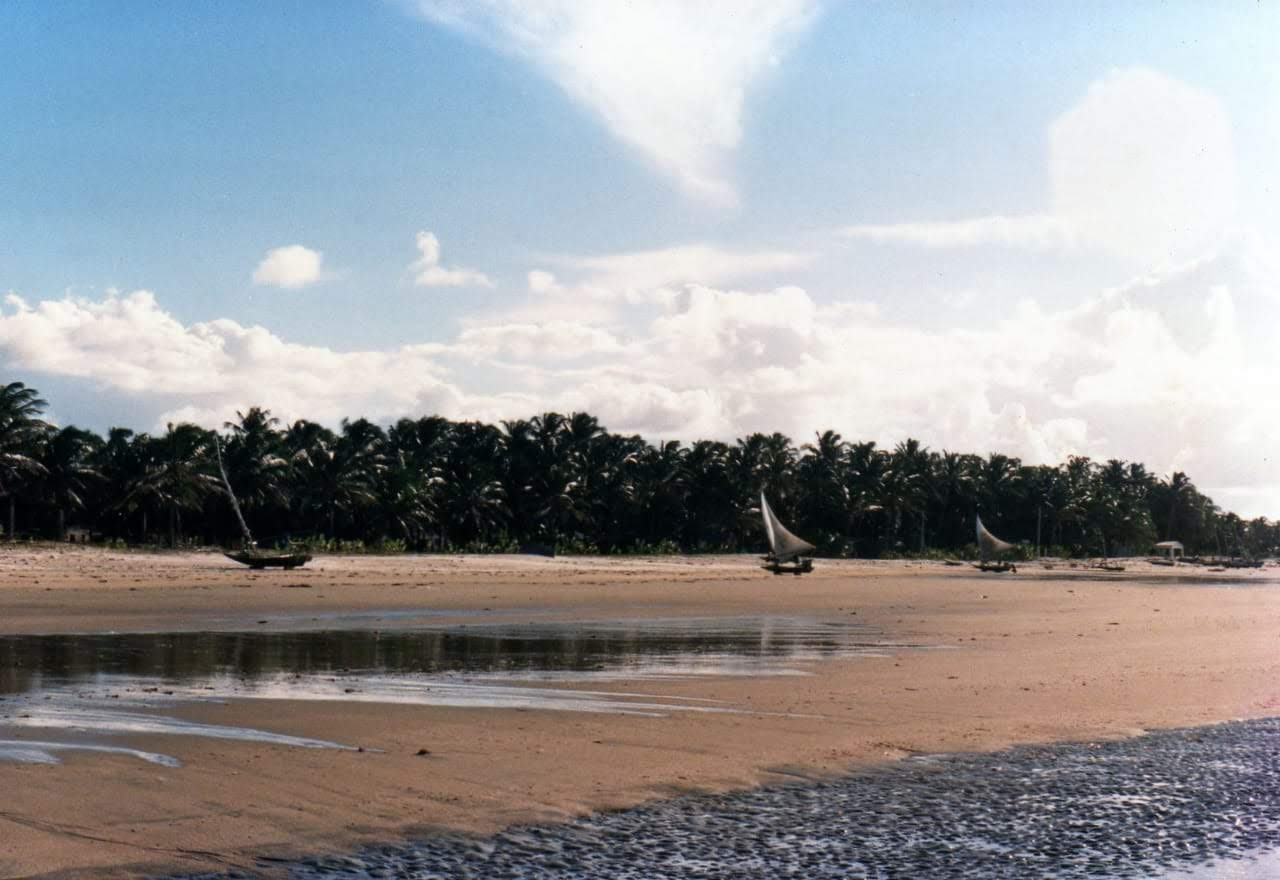
Het strand van Guajiru begin jaren '80
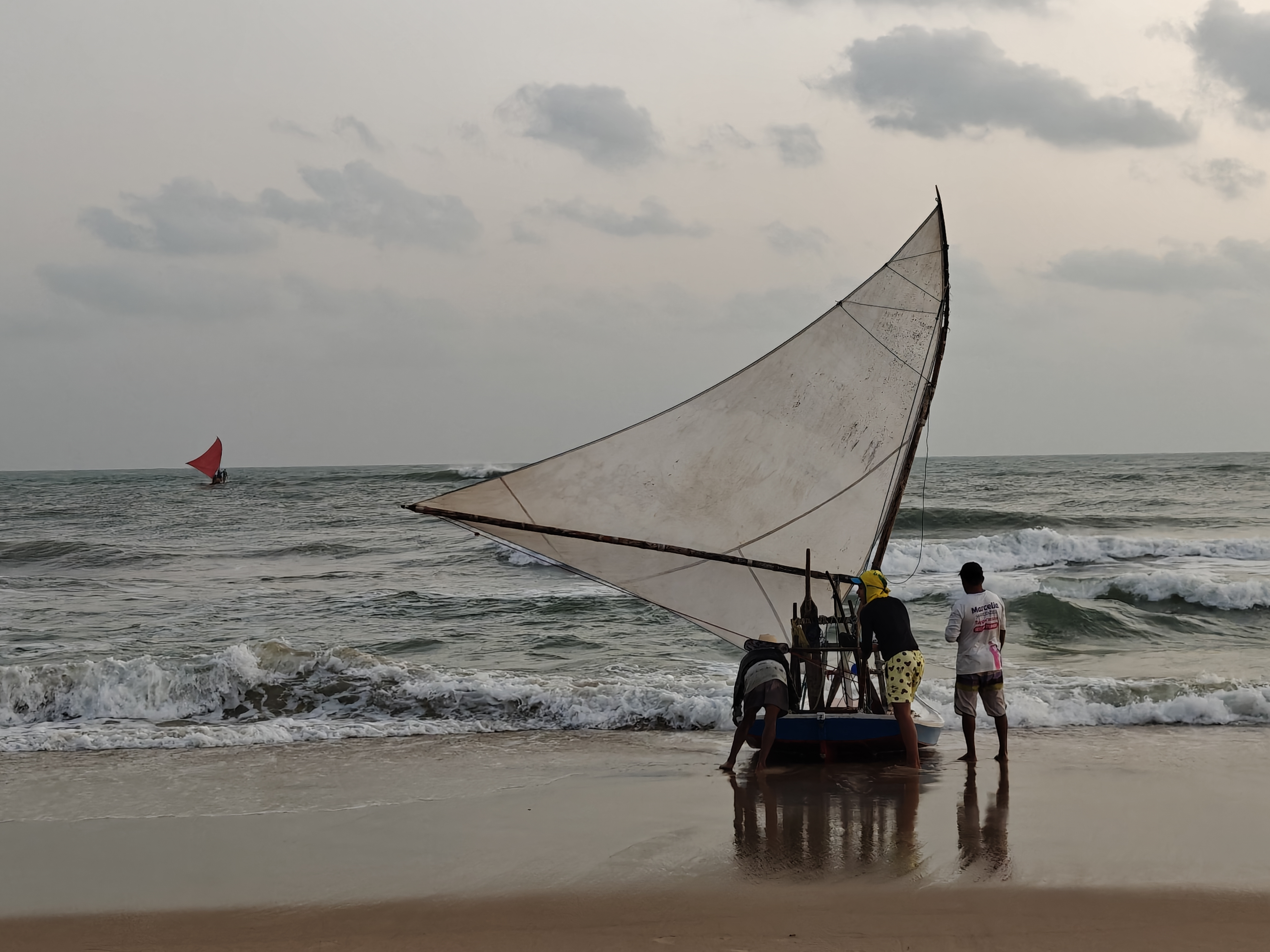
Jangada vertrekt van het strand van Guajiru